# Пірникоза короткокрила
Пірникоза короткокрила (Rollandia microptera) — вид пірникоз, що поширений на заході Південної Америки. Точна філогенія виду спірна, інколи вид поміщають до родів Podiceps або Centropelma.

## Поширення
Вид поширений на плато Альтіплано в Болівії та Перу, переважно (як пропонує назва) в районі озера Тітікака. Озера Уру-Уру і Поопо, річка Десаґуадеро та менші озера, що зв'язані з озером Тітікака протягом вологого сезону, також час від часу відвідуються цими птахами. В минулому популяція була більшою та багато цих озер, так само як і озера Умайо і Арапа, містили постійні колонії. Згідно з оцінками 2007 року, популяція виду становила 1600 дорослих птахів, з піком у понад 2500 птахів в період розмноження.